# 15 Trianguli
15 Trianguli är en misstänkt långsam irreguljär variabel av LB-typ (LB:) i stjärnbilden Triangeln. 
15 Tri är en orange jätte som har visuell magnitud +5,39 och varierar i amplitud med 0,014 magnituder utan fastställd periodicitet.